# Чувство и чувствительность
«Чувство и чувствительность» (англ. Sense and Sensibility) — роман английской писательницы Джейн Остин. Первое изданное произведение писательницы было опубликовано в 1811 году под псевдонимом некая Леди.
Сюжет романа выстроен вокруг любовных историй двух сестёр: рассудительной и сдержанной Элинор и романтичной, страстной Марианны. У них есть младшая сестра Маргарет и старший единокровный брат Джон. Когда их отец умирает, имение переходит к Джону и семья вдовы остаётся с весьма скромными средствами. Роман повествует о дальнейшей жизни сестёр Дэшвуд в имении дальнего родственника, где каждая переживает сердечную драму. Через события романа Элинор и Марианна по-разному проходят в силу различного восприятия мира: старшая — через призму разумности и сдержанности, Марианна — отдаваясь силе чувств. Контраст характеров сестёр уменьшается, когда обе они находят любовь и семейное счастье.
Условности английского общества, долг, честь, забота о родственниках и любовные переживания описаны Джейн Остин с присущим ей юмором в лёгком, ироничном стиле.
Книга была неоднократно экранизирована.

## Сюжет
Когда мистер Дэшвуд умирает, его имение — Норлэнд-парк — переходит к Джону, его единственному сыну, рождённому в первом браке. Миссис Дэшвуд, второй жене, и их дочерям Элинор, Марианне и Маргарет остаются весьма скромные средства к существованию.
На смертном одре мистер Дэшвуд берёт с Джона обещание заботиться о своих единокровных сёстрах. Однако эгоистичная и жадная Фанни, жена Джона, скоро убеждает своего слабовольного мужа, что у него нет никаких финансовых обязательств по отношению к ним. Джон и Фанни переезжают в Норлэнд сразу после смерти мистера Дэшвуда и вступают в права законных владельцев, а миссис Дэшвуд и её дочерям дают понять, что их присутствие нежелательно. Начинаются поиски нового дома, которые при ограниченных средствах становятся непростой задачей .
Брат Фанни Эдвард Феррарс, скромный, интеллигентный молодой человек, приезжает погостить в Норлэнд. Между ним и Элинор возникает взаимная симпатия, и миссис Дэшвуд питает надежды на скорую помолвку старшей дочери. Однако Фанни намекает ей, что их мать, богатая вдова, хочет, чтобы сын сделал карьеру и «женился на женщине с большим состоянием или высокого положения, а лучше и то, и другое». Оскорблённая этими словами, миссис Дэшвуд принимает решение покинуть Норлэнд как можно быстрее. Хотя Эдвард проявляет внимание к Элинор, его сдержанность не даёт ей определённого представления о его намерениях. Элинор не поощряет своих родных надеяться на её скорое замужество, хотя в глубине души сама ждёт предложения руки и сердца.
Один из кузенов миссис Дэшвуд, сэр Джон Миддлтон, предоставляет им коттедж в своём имении Бартон-парк в Девоншире. С сэром Джоном и его женой проживает также его тёща, весьма энергичная натура. Она намеревается немедленно найти мужей сёстрам Дэшвуд.
Во время посещения сэра Джона семья Дэшвуд знакомится с его старым другом полковником Брэндоном. Вскоре становится очевидно, что полковнику нравится Марианна. Марианне однако это не по душе, так как она считает, что полковник в свои 35 лет слишком стар и неспособен на высокие чувства.
Во время прогулки Марианна попадает под дождь, падает и подворачивает ногу. Джон Уиллоуби, весьма привлекательный молодой человек, который гостит неподалёку у своей богатой тётки миссис Смит, оказывается рядом и становится свидетелем происшедшего. Он относит Марианну домой. Часто навещая её, он завоёвывает её расположение, и миссис Дэшвуд и сестры начинают подозревать тайную помолвку.
Элинор обеспокоена слишком откровенным выражением чувств сестры в присутствии Уиллоуби и предостерегает девушку, но Марианна не желает её слушать. На пикнике парочка удаляется от других, чтобы осмотреть дом и имение, которое Уиллоуби унаследует от своей тётки. Элинор встревожена тем, что Марианна без сопровождения ушла в дом, с хозяйкой которого она не знакома. Марианна сердится на вмешательство сестры. На следующий день миссис Дэшвуд находит Марианну в истерике после утреннего визита Уиллоуби: он сообщил о том, что тётя отправляет его в Лондон по делам и, возможно, они не увидятся целый год. Он отклоняет приглашение остановиться у Дэшвудов и поспешно исчезает.
Эдвард Феррарс посещает Дэшвудов в их коттедже, но выглядит несчастным и подавленным. Элинор боится, что он больше ничего к ней не чувствует. Тем не менее, в противоположность Марианне, она внешне сдержана и никак не обнаруживает своих истинных чувств.
Энн и Люси Стил, довольно развязные и необразованные кузины леди Миддлтон, приезжают в Бартон-парк. Сэр Джон в шутку сообщает Люси, что Элинор влюблена в Эдварда, тем самым подталкивая её рассказать ей о своей тайной помолвке с Эдвардом, которая состоялась четыре года назад. Хотя Элинор сначала и обвиняет мысленно Эдварда, что он влюбил её в себя, позже осознаёт, что Эдвард обручился с Люси, когда был ещё очень молод и наивен и, возможно, совершил ошибку. Она думает и надеется, что Эдвард не любит Люси, но он не способен ранить или унизить её, нарушив своё обещание. Элинор скрывает своё разочарование и стремится убедить Люси, что она ничего не испытывает к Эдварду. Это очень трудно, потому что она видит, что Люси не любит Эдварда и только сделает его несчастным. Люси сообщает Элинор, что миссис Феррарс наверняка будет против союза и они планируют дождаться её кончины, если, конечно, Эдвард не найдёт другой способ без материнской помощи содержать семью.
Элинор и Марианна проводят зиму в доме миссис Дженнингс в Лондоне. Марианна пишет множество писем Уиллоуби, подтверждая подозрения сестры об их помолвке, так как лишь обручённые молодые люди могут открыто переписываться. Тем не менее, письма Марианны остаются без ответа, и во время встречи на балу он относится к ней с холодным пренебрежением. Позже он отвечает Марианне в письме и возвращает её письма и все доказательства любви, в том числе локон, сообщая о своей помолвке с мисс Грей, девушкой высокого происхождения с большим состоянием в 50 тыс. фунтов (переводя на сегодняшние деньги — 17 миллионов долларов). Марианна подавлена и признаётся Элинор, что никогда не была помолвлена с Уиллоуби, но любила его, и он внушил ей, что тоже влюблён.
Тем временем, правда об истинном характере Уиллоуби выплывает наружу. Полковник Брэндон рассказывает Элинор, что Уиллоуби соблазнил его подопечную, пятнадцатилетнюю Элизу Уильямс, и бросил её, когда она забеременела. Когда-то Брэндон был влюблён в мать Элизы, женщину, которую напомнила ему Марианна, и чья жизнь была разрушена вследствие несчастливого брака с братом полковника.
Фанни Дэшвуд, также находящаяся в Лондоне зимой, отклоняет предложение своего мужа пригласить сестёр Дэшвуд пожить у них. Вместо них она приглашает сестёр Стил, которых первый раз видит. Люси гордится этим и хвастается перед Элинор тем, что мать Фанни, миссис Феррарс, благоволит к ней. И действительно: Фанни с матушкой, по всей видимости, любят Люси — настолько, что мисс Энн, её сестра, рассказывает им о тайной помолвке Люси и Эдварда. Когда миссис Феррарс узнаёт об этом, она в припадке бешенства выгоняет сестёр Стил на улицу и требует у Эдварда разорвать помолвку под угрозой лишения его наследства. Эдвард считает, что было бы бесчестно порвать с Люси, отказывается и лишается своей доли наследства в пользу младшего брата Роберта. Элинор и Марианна сочувствуют ему, их высокое мнение о нём укрепляется, потому что он остался верен своему слову и готов жениться на женщине, которую не любит.
Эдвард собирается принять духовный сан, а полковник Брэндон, знающий по собственному опыту, как трудно бывает, когда окружающие не признают твою любовь, выражает в своём разговоре с Элинор сочувствие к заслуживающим сожаления жизненным обстоятельствам Эдварда и просит её передать предложение для мистера Феррарса: получить приход на территории имения полковника в Делафорде, с годовым доходом в размере 200 фунтов. Брэндон даёт Эдварду приход не с той целью, чтобы он смог жениться на Люси, так как этого недостаточно, чтобы содержать семью, но это поможет ему продержаться на плаву, пока он не найдёт что-нибудь получше. Элинор знакомится с фатоватым братом Эдварда, Робертом, и шокирована тем, что у того нет никаких угрызений совести по отношению к брату, которого лишили средств к существованию.
Сёстры заканчивают своё пребывание в Лондоне, отправляются в обратный путь в Бартон и останавливаются в Кливленде, загородном поместье зятя миссис Дженнингс, мистера Палмера. Там, оплакивая потерю Уиллоуби, Марианна с пренебрежением относится к своему здоровью и опасно заболевает. Услышав об этом, Уиллоуби внезапно приезжает к ним и рассказывает Элинор, что он был по-настоящему влюблён в Марианну. Однако с тех пор, как его тётка лишила его наследства из-за его поведения с мисс Уильямс, он решил жениться на богатой мисс Грей.
Элинор рассказывает Марианне об этом визите. Марианна признаётся, что хотя она любила Уиллоуби, она не смогла бы быть счастливой с распутным отцом незаконнорождённого ребёнка, даже если бы он не бросил её. Она также осознаёт, что болезнь была обусловлена её «утопанием» в горе, преувеличенной чувствительностью, и что если бы она умерла, это было бы сродни самоубийству. Она решает измениться и научиться от сестры сдержанности и здравому смыслу.
Семья Дэшвуд узнаёт, что Люси и Эдвард поженились. Когда миссис Дэшвуд видит, как печальна Элинор, она окончательно осознаёт, насколько сильны чувства дочери к Эдварду, и сожалеет, что не уделила её несчастью должного внимания. Тем не менее, на следующий день Эдвард сам приезжает и рассказывает, что это его брат Роберт женился на Люси, а не он. Он говорит, что был как в ловушке с Люси, «женщиной, которую перестал любить уже очень давно», и что она сама разорвала помолвку, чтобы выйти замуж за теперь очень богатого Роберта. Эдвард делает Элинор предложение, и она принимает его. В конце концов Эдвард мирится со своей матерью, которая даёт ему десять тысяч фунтов. Он также налаживает, насколько это возможно, отношения с Фанни. Эдвард и Элинор женятся и переезжают в приходской домик в Делафорде.
Тем временем, тётя Уиллоуби отдаёт ему его долю наследства, вследствие его благоразумного поведения и выгодной женитьбы. Он понимает, что свадьба с Марианной произвела бы такой же эффект на старушку, и если бы он повёл себя как джентльмен, он получил бы и любовь, и деньги.
В течение следующих двух лет миссис Дэшвуд, Марианна и Маргарет проводят большую часть времени в Делафорде. Марианна взрослеет и в девятнадцатилетнем возрасте решает выйти замуж за 37-летнего полковника. Несмотря на то, что раньше она считала замужество за человеком на 20 лет старше себя невозможным и отталкивающим, благодарность и уважение, которое она испытывала к полковнику, переросли в сильную любовь. Дом полковника находится рядом с приходом, где живут Элинор и Эдвард, так что сёстры и их мужья могут часто видеть друг друга.

## Основные персонажи
- Генри Дэшвуд (англ. Henry Dashwood) — богатый джентльмен, который умирает в начале романа. Условия наследования его имения не позволяют оставить что-нибудь своей второй жене и их детям. Он просит Джона, своего сына от первого брака, помогать его супруге и троим дочерям.
- Миссис Дэшвуд (англ. Mrs Dashwood) — вторая жена Генри Дэшвуда, которая остаётся в стеснённых обстоятельствах после смерти мужа. В начале книги ей 40 лет. Как и её дочь Марианна, очень эмоциональна и часто принимает неверные решения, опираясь на эмоции, а не на разум.
- Элинор Дэшвуд (англ. Elinor Dashwood) — здравомыслящая и сдержанная старшая дочь мистера и миссис Дэшвуд. В начале книги ей 19 лет. Она влюбляется в Эдварда Феррарса, старшего шурина её старшего единокровного брата Джона. Постоянно ощущающая огромную ответственность за свою семью и друзей, она ставит их благополучие и интересы выше собственных, и подавляет свои сильные чувства таким образом, что окружающие считают её безразличной и не способной на сильные чувства. В конце выходит замуж за Эдварда Феррарса.
- Марианна Дэшвуд (англ. Marianne Dashwood) — романтичная и страстная девушка, средняя дочь мистера и миссис Дэшвуд. В начале повествования ей 16 лет. Является предметом поклонения полковника Брэндона и мистера Уиллоуби. Ей нравится молодой, привлекательный и романтичный Уиллоуби, и она не уделяет особого внимания более зрелому и сдержанному полковнику. Из всех героев Марианна развивается больше всех в течение повествования. Позже она решает, что её поведение должно быть схоже с поведением старшей сестры. В конце выходит замуж за полковника Брэндона.
- Маргарет Дэшвуд (англ. Margaret Dashwood) — младшая дочь мистера и миссис Дэшвуд. В начале романа ей 13 лет. Также является романтичной и милой девочкой, однако не столь многообещающей, как её сестры.
- Джон Дэшвуд (англ. John Dashwood) — сын Генри Дэшвуда от первого брака. Имеет благие намерения в отношении единокровных сестёр, но очень жаден и легко поддаётся влиянию жены.
- Фанни Дэшвуд (англ. Fanny Dashwood) — жена Джона Дэшвуда, сестра Эдварда и Роберта Феррарс. Тщеславна, эгоистична и заносчива. Сильно балует своего сына Гарри. Весьма недружелюбна к единокровным сёстрам мужа и его мачехе, особенно когда замечает, что Эдвард влюблён в Элинор.
- Эдвард Феррарс (англ. Edward Ferrars) — старший брат Роберта Феррарса и Фанни Дэшвуд. Влюбляется в Элинор Дэшвуд. Несколько лет назад он сделал предложение Люси Стил, племяннице своего школьного наставника. Помолвку хранили в секрете, опасаясь неодобрения семьи Феррарс. Его мать лишила его наследства, когда правда выплыла наружу, но молодой человек наотрез отказался отречься от своего слова. В конце женится на Элинор Дэшвуд.
- Роберт Феррарс (англ. Robert Ferrars) — младший брат Эдварда Феррарса и Фанни Дэшвуд. Интересуется только своим положением в обществе, модой и новым ландо. Впоследствии женится на мисс Люси Стил после того, как Эдвард лишается своей доли наследства.
- Миссис Феррарс (англ. Mrs Ferrars) — мать Фанни Дэшвуд, Роберта и Эдварда Феррарса. Злобная, несговорчивая женщина, которая воплощает все недостатки, уже представленные в образах Фанни и Роберта. Твёрдо убеждена, что её старший сын должен выгодно жениться.
- Сэр Джон Миддлтон (англ. Sir John Middleton) — дальний родственник миссис Дэшвуд, который после смерти Генри Дэшвуда приглашает её с тремя дочерьми жить в коттедже в его имении. Представлен в романе как богатый, спортивный мужчина, в молодости служивший в армии вместе с полковником Брэндоном. Очень приятный в обхождении и любит приглашать гостей, устраивать пикники и другие светские мероприятия. Он и его тёща миссис Дженнингс составляют весёлую, насмешливую и любящую посплетничать дружескую пару.
- Леди Миддлтон (англ. Lady Middleton) — элегантная, но необщительная жена сэра Джона Миддлтона. Более замкнутая, чем её муж. Главным занятием жизни леди Миддлтон является стремление баловать своих четырёх детей.
- Шарлотта Палмер (англ. Charlotte Palmer) — дочь миссис Дженнингс и младшая сестра леди Миддлтон. Весёлая и пустоголовая, нередко смеётся в самых неподходящих местах по таким поводам, как, например, постоянная грубость её мужа с ней и окружающими.
- Томас Палмер (англ. Thomas Palmer) — муж Шарлотты Палмер, баллотирующийся на выборы в парламент. Ленив и часто груб.
- Миссис Дженнингс (англ. Mrs Jennings) — мать леди Миддлтон и Шарлотты Палмер. Вдова, выдавшая замуж дочерей, проводит всё своё время, навещая их и их семьи, особенно Миддлтонов. Она и её зять сэр Джон Миддлтон проявляют активный интерес к сердечным делам молодых людей вокруг себя и занимаются сватовством, чем часто досаждают Элинор и Марианне.
- Полковник Брэндон (англ. Colonel Brandon) — близкий друг сэра Джона Миддлтона. В молодости Брэндон был влюблён в Элизабет Уильямс, девушку, находящуюся на воспитании у его отца, но не мог на ней жениться, так как отец был намерен женить на ней своего старшего сына. Брэндона послали служить за границу, чтобы разлучить с ней, и во время его отсутствия девушка понесла множество страданий вследствие своего несчастливого замужества, скиталась, терпела унижения и, в конце концов, умерла, оставив после себя незаконнорождённую дочь Элизу, которую полковник взял под своё покровительство. В начале повествования ему 35 лет. С первого взгляда он влюбляется в Марианну, напоминающую ему Элизабет. Он становится искренним другом семьи Дэшвудов, особенно Элинор. В конце женится на Марианне.
- Элиза Уильямс (англ. Eliza Williams) — протеже и племянница полковника Брэндона, ей примерно 15 лет. Рожает внебрачного сына от Джона Уиллоуби. Незаконнорождённая дочь Элизабет Уильямс.
- Элизабет Уильямс (англ. Elizabeth Williams) — бывшая любовь полковника Брэндона. Являлась подопечной отца Брэндона, она была вынуждена против своей воли выйти замуж за старшего брата полковника. Брак оказался несчастливым. Когда полковник Брэндон находит Элизабет незадолго до её смерти в работном доме, он берёт на себя заботу о её дочери.
- Джон Уиллоуби (англ. John Willoughby) — распутный племянник соседки Миддлтонов, привлекательный донжуан, который очаровывает Марианну и разделяет её музыкальные и литературные пристрастия. Окружающие думают, что он тайно помолвлен с Марианной.
- Мисс София Грей (англ. Miss Sophia Grey) — богатая, но злобная наследница, на которой женится мистер Уиллоуби с целью вести разгульную жизнь после того, как тётя лишила племянника наследства.
- Миссис Смит (англ. Mrs Smith) — богатая тётка мистера Уиллоуби, лишающая его наследства из-за того, что он обесчестил Элизу Уильямс.
- Люси Стил (англ. Lucy Steele) — молодая девушка, дальняя родственница миссис Дженнингс, которая некоторое время была помолвлена с Эдвардом Феррарсом. Ревностно добивается дружбы с Элинор Дэшвуд и миссис Фанни Дэшвуд. Ограниченная в средствах и необразованная, она, тем не менее, привлекательна, умна, хитра и расчётлива.
- Энн/Нэнси Стил (англ. Anne/Nancy Steele) — старшая сестра Люси Стил, хуже воспитана, чем её сестра, и менее умна.
- Мистер Пратт (англ. Mr Pratt) — дядя Люси Стил, наставник Эдварда.
- Лорд Мортон (англ. Lord Morton) — отец мисс Мортон.
- Мисс Мортон (англ. Miss Morton) — богатая женщина, на которой миссис Феррарс хочет женить своего старшего сына Эдварда, а позже — Роберта.

## Влияние
- В 2009 году вышла книга «Разум и чувства и гады морские[англ.]» американского писателя Бенджамина Аллена Уинтерса, в которой автор иронично совмещает знаменитый роман Джейн Остин с фантастическим боевиком.